# Groenling
De groenling, groenvink of groninger (Chloris chloris synoniem: Carduelis chloris) is een zangvogel van de familie van de vinkachtigen (Fringillidae). De vogel eet vooral zaden.

## Kenmerken
Een groenling is ongeveer 15 centimeter lang. Het mannetje is olijfgroen van kleur, vooral op de stuit. De rug heeft een bruine tint en de onderzijde is meer geelachtig. De randen van de vleugel en de meeste staartpennen zijn aan de basis helder geel. De dikke snavel is bijna wit en de poten zijn vleeskleurig. Het wijfje is minder intens van kleur, zij is meer grijsgroen en haar geel in de veren is veel valer.

## Leefwijze
Het voedsel bestaat voornamelijk uit jonge plantjes, zaden, haver, bessen, bladknoppen en soms ook weleens insecten. De jongen eten voornamelijk insecten zoals bladluis of fruitvliegjes.

## Voortplanting
Het nest bevindt zich in heggen en struiken of in altijdgroene planten. Het is gemaakt van takjes, twijgjes of worteltjes en afgewerkt met haren en veertjes. Het legsel bestaat uit vier tot zes witte tot lichtblauwe eieren met roestbruine vlekjes en hebben een broedtijd van twaalf tot veertien dagen. De jongen worden door beide ouders verzorgd.

## Verspreiding en leefgebied
De vogel is vaak te vinden in parklandschappen met dichte bosjes of boomgroepen, met name in parken, tuinen, heggen alsook langs bosranden. In de winter als het voedsel schaars is, komen de groenlingen in gezelschap van andere vogelsoorten zoals de vinken, mezen, merels en spreeuwen op de voederplaatsen bij de huizen af.
De soort telt tien ondersoorten:
- C. c. harrisoni: Brittannië (behalve noordelijk Schotland) en Ierland.
- C. c. chloris: van noordelijk Schotland, noordelijk en centraal Frankrijk en Noorwegen tot westelijk Siberië.
- C. c. muehlei: van Servië en Montenegro tot Moldavië, Bulgarije en Griekenland.
- C. c. aurantiiventris: van zuidelijk Spanje via zuidelijk Europa tot westelijk Griekenland.
- C. c. madaraszi: Corsica en Sardinië.
- C. c. vanmarli: noordwestelijk Spanje, Portugal en noordwestelijk Marokko.
- C. c. voousi: centraal Marokko en noordelijk Algerije.
- C. c. chlorotica: van het zuidelijke deel van Centraal-Turkije tot noordoostelijk Egypte.
- C. c. bilkevitchi: van zuidelijk Oekraïne, de Kaukasus en noordoostelijk Turkije tot noordelijk Iran en zuidwestelijk Turkmenistan.
- C. c. turkestanica: van zuidelijk Kazachstan tot Kirgizië en centraal Tadzjikistan.

## Galerij

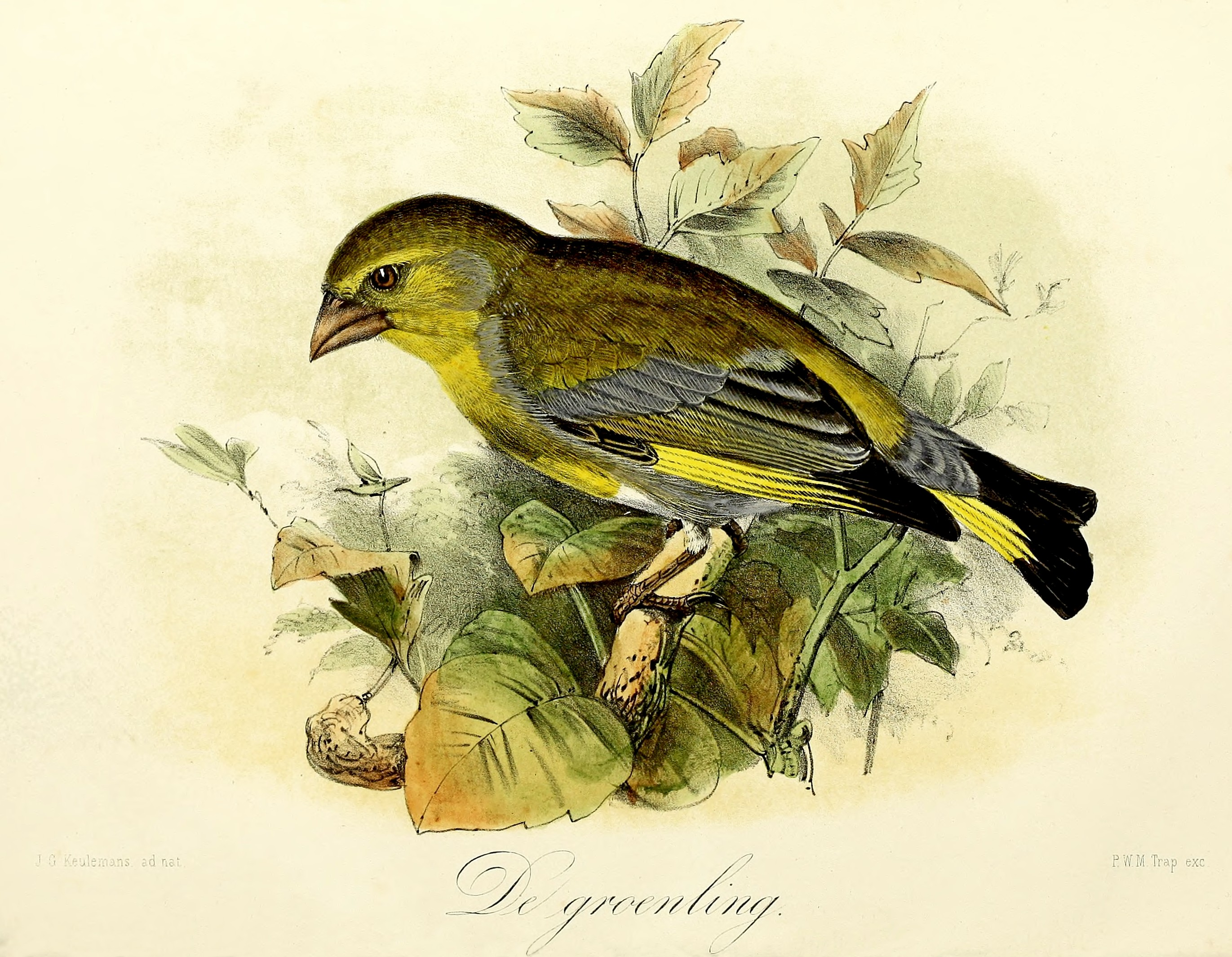
De groenling (1869), John Gerrard Keulemans
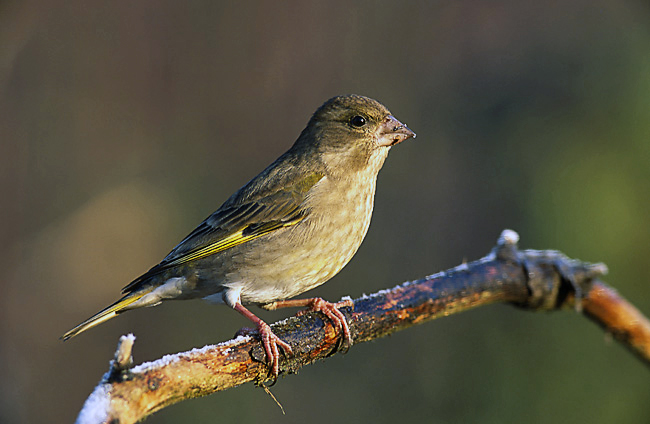
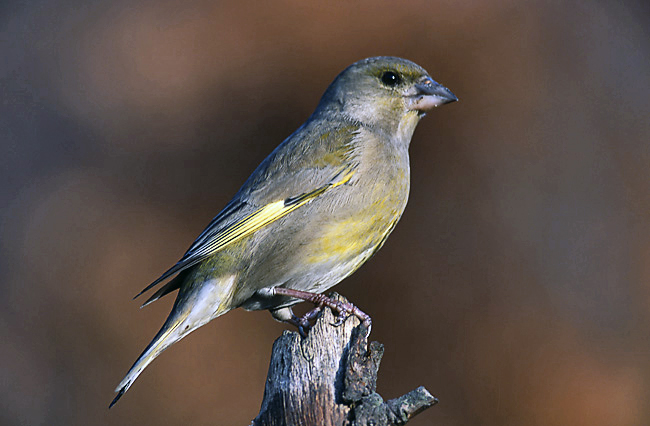
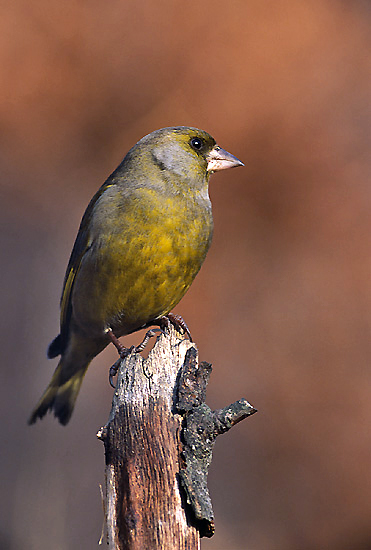